# Musée Antoine-Lécuyer
Le musée des Beaux-Arts Antoine Lécuyer, situé à Saint-Quentin (Aisne), abrite un ensemble de pastels de Maurice-Quentin de La Tour (1704-1788) et une collection d'œuvres et d'objets d'art.

## Histoire du musée
Afin de présenter le fonds d'atelier de Quentin de La Tour dans un lieu digne et spécifique, le banquier picard Antoine Lécuyer (1793-1878), lègue ses collections en 1876 ainsi qu'un lieu et les fonds destinés à recevoir et exposer les œuvres. L’aménagement du musée est entrepris sous la direction de l'architecte Charles-Napoléon Pinguet-Védie : le musée Antoine-Lécuyer est inauguré en 1886, et présente les pastels de Maurice Quentin de La Tour. 
À cette collection fut ajouté un autre legs fait à la ville de Saint-Quentin en 1881-1883, celui des frères Félix et Josias Le Sérurier, également originaires de cette ville. Le bâtiment est presque totalement détruit pendant la Première Guerre mondiale lors d'un bombardement mais une partie des œuvres, mises à l'abri par l'occupant allemand à Maubeuge, sont préservées. 
Sur le modèle d'un hôtel particulier parisien du XVIIIe siècle, le pavillon de Hanovre, il est reconstruit entre 1928 et 1932 par Paul Bigot, architecte lauréat du prix de Rome, pour mettre en valeur les œuvres du pastelliste. C'est un autre banquier philanthrope, David David-Weill, qui en qualité de président de la Société des amis du musée de La Tour, collabora à la reconstruction et à la réouverture de ce musée.

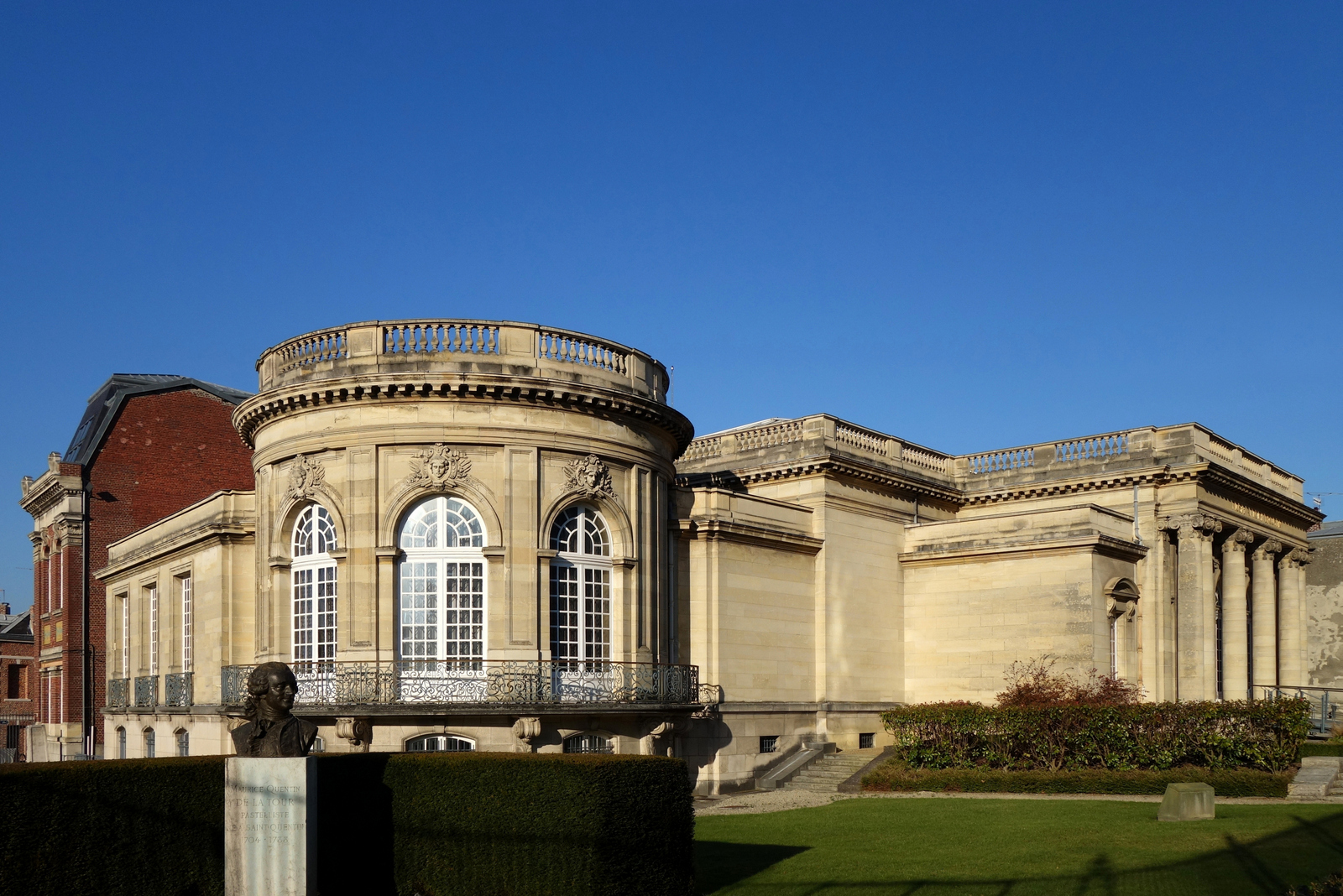
Musée des Beaux-Arts Antoine-Lécuyer et buste de Quentin de La Tour à Saint-Quentin.
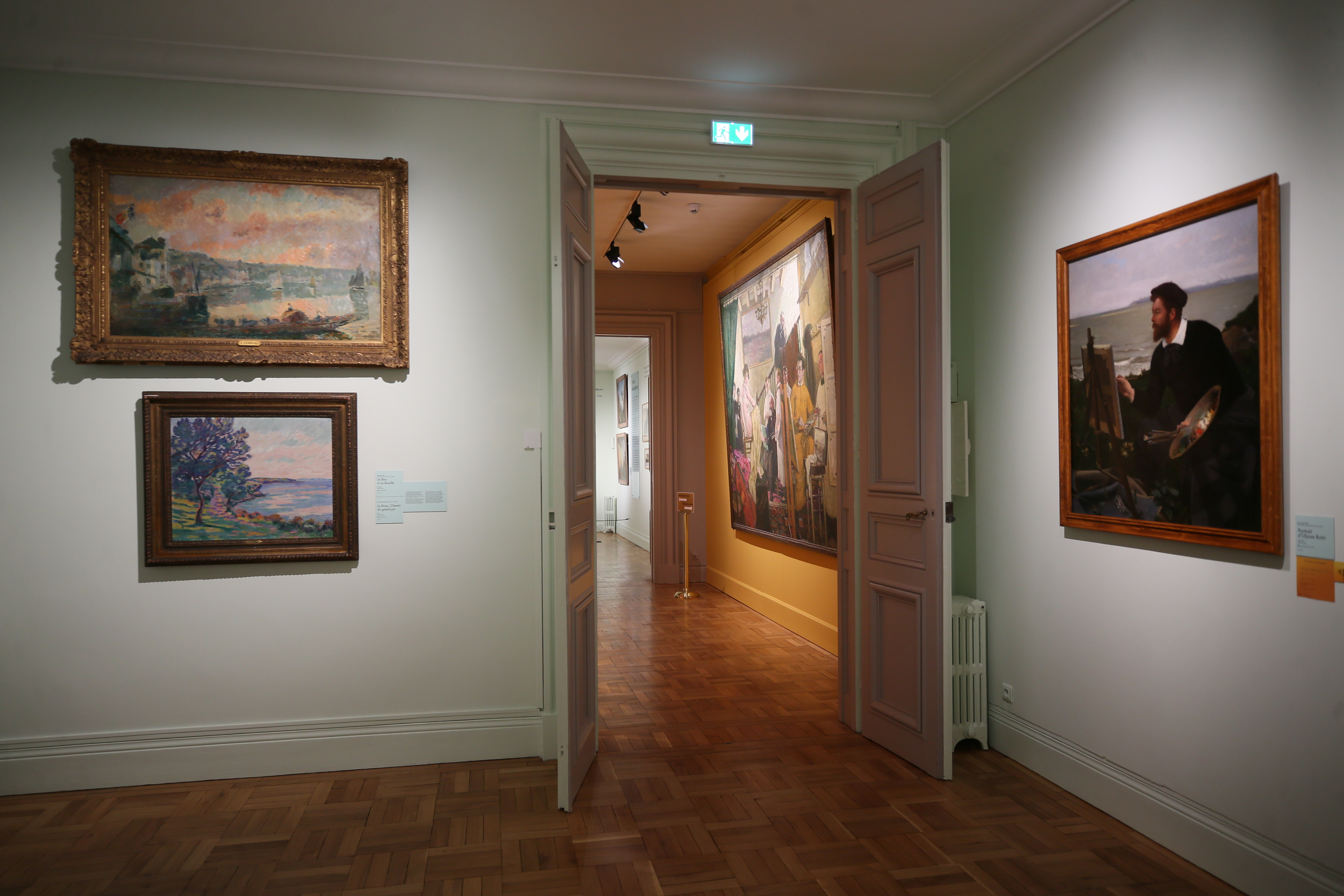
Intérieur du musée.
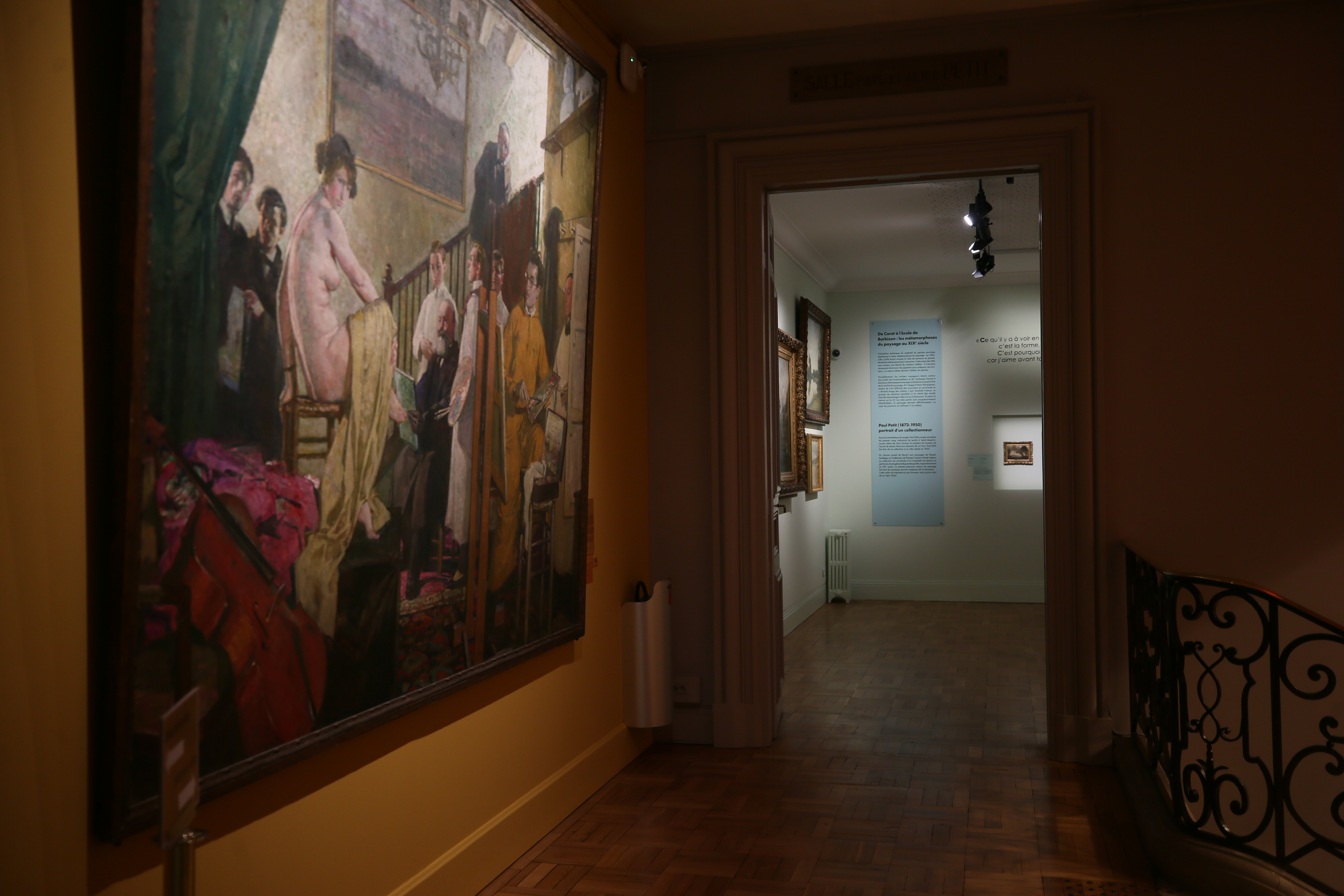
Intérieur du musée.

## Collections du musée

Pastels de Maurice Quentin de La Tour
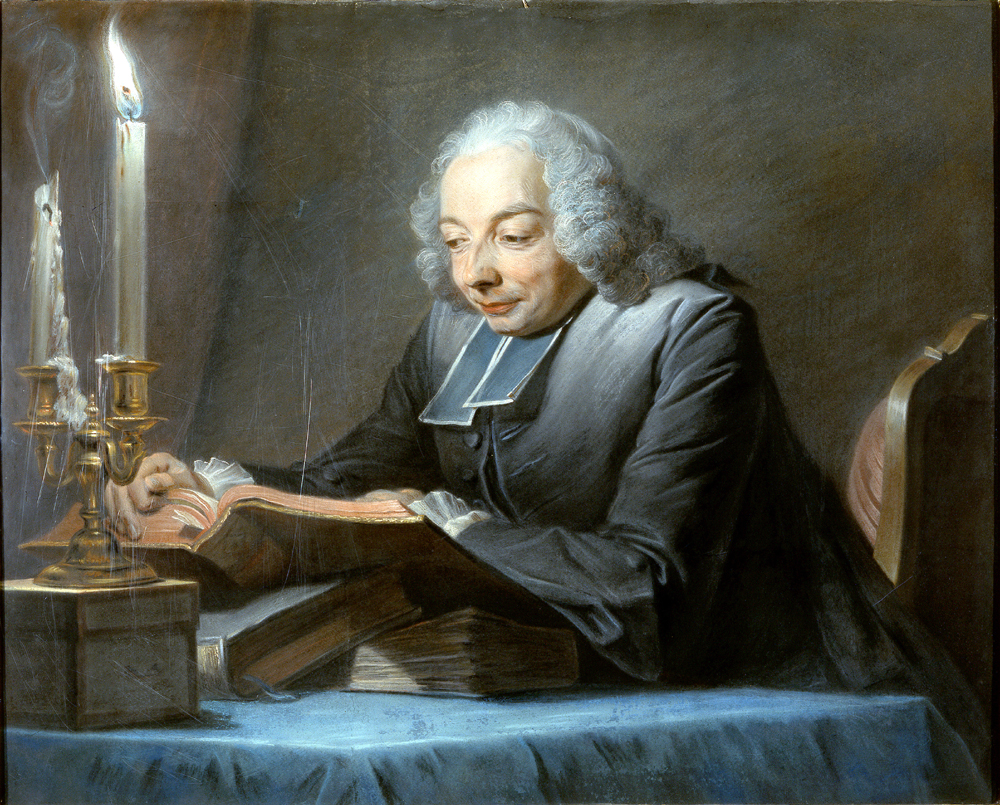
Abbé Jean-Jacques Huber (1742).
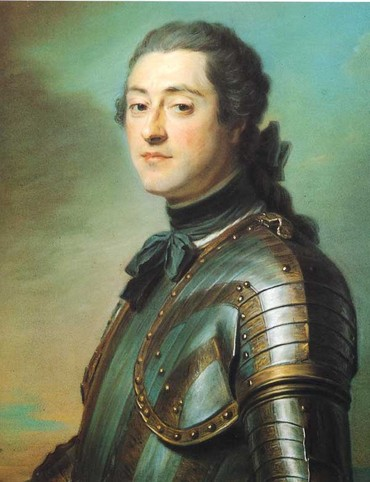
Marc-René, marquis de Voyer d'Argenson (vers 1753).
Marie Fel (1757).
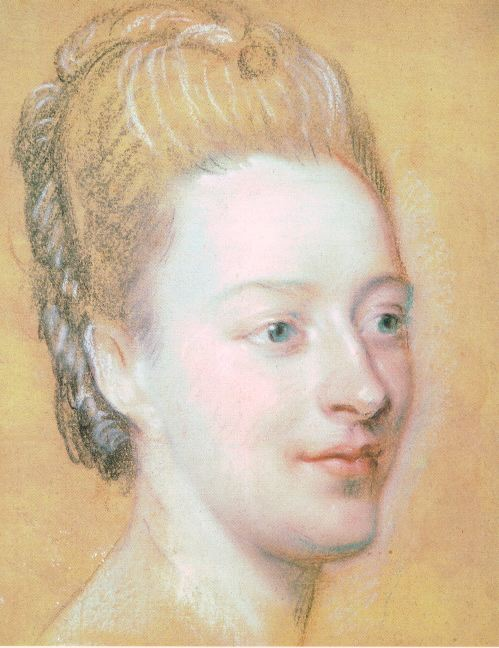
Isabelle de Charrière (1771).
Jean-Jacques Rousseau.
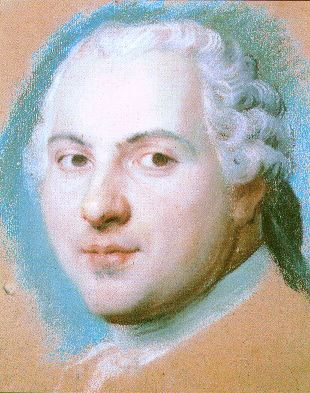
Louis de France, dauphin.
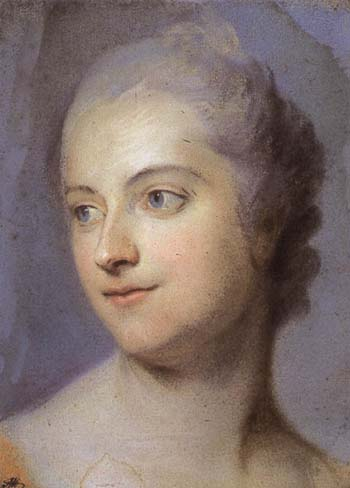
La marquise de Pompadour (entre 1748 et 1752).
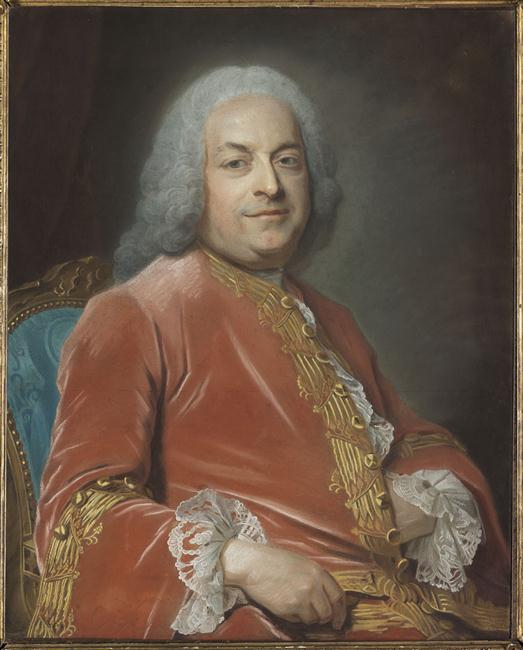
Antoine Gaspard Grimod de La Reynière.
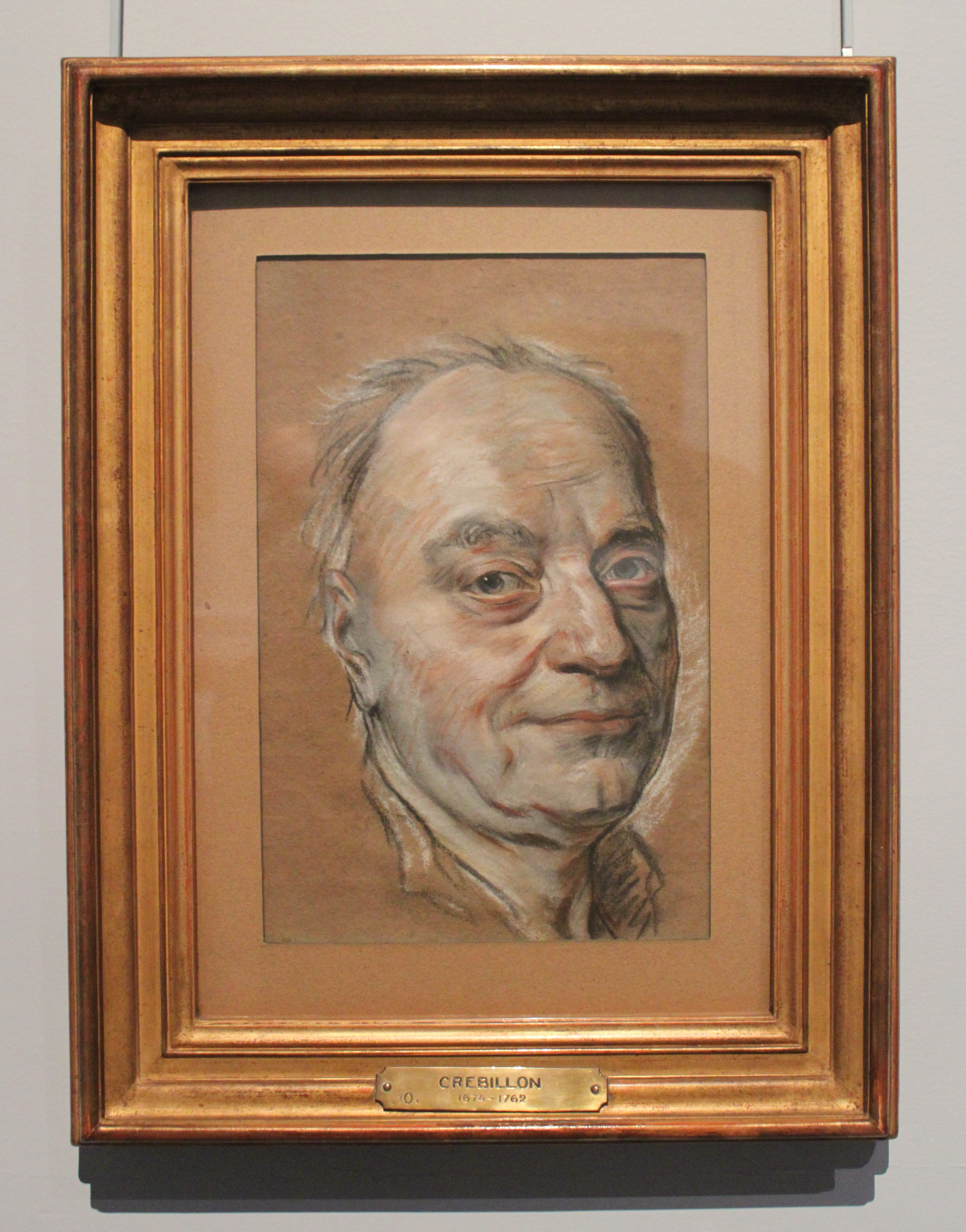
Portrait de Prosper Jolyot de Crébillon (1674 - 1762).
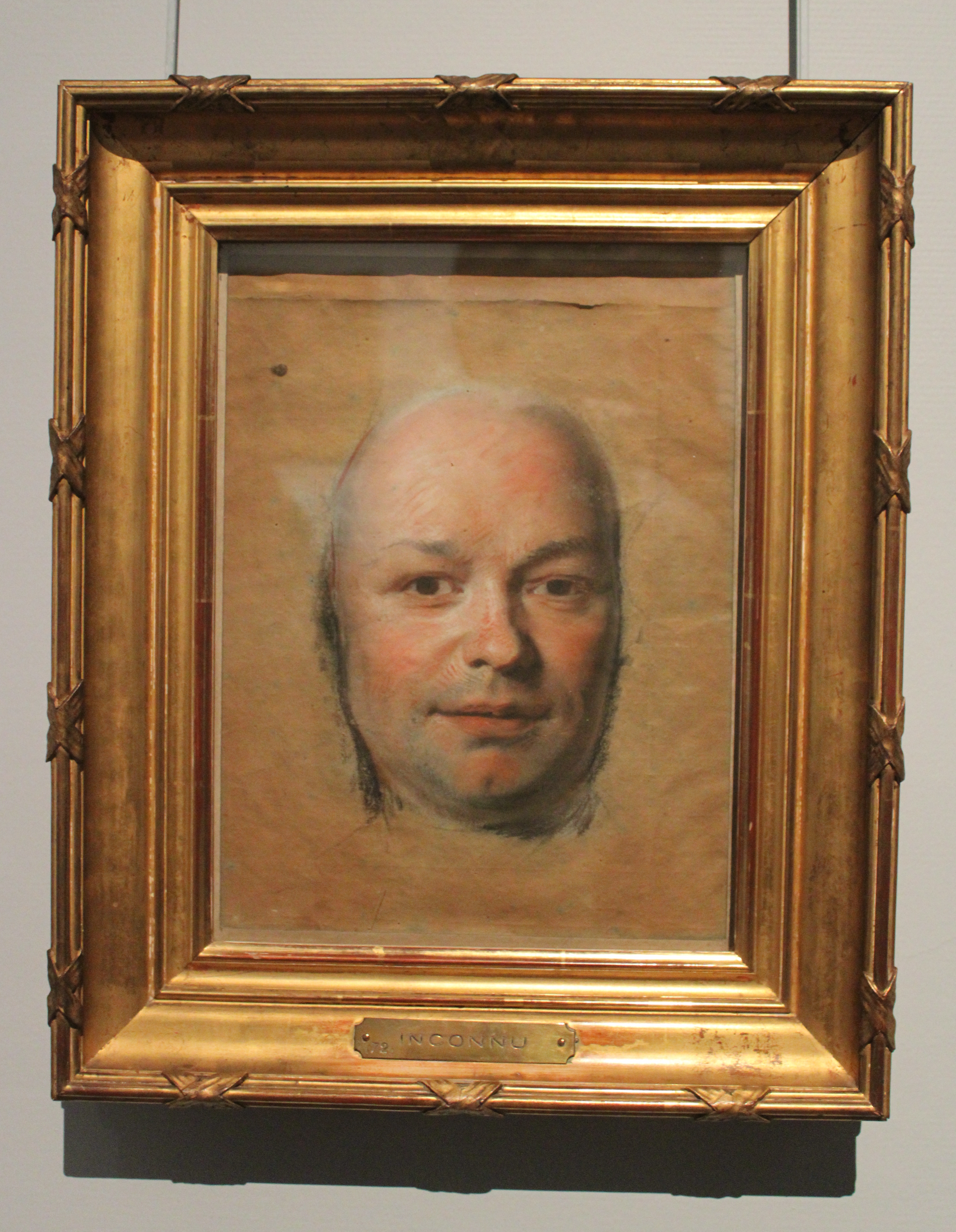
Inconnu N° 14.

Autres œuvres du musée Antoine-Lécuyer
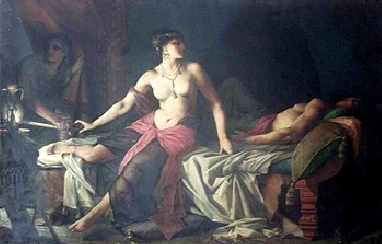
Judith (1886), par Fernand Lematte.
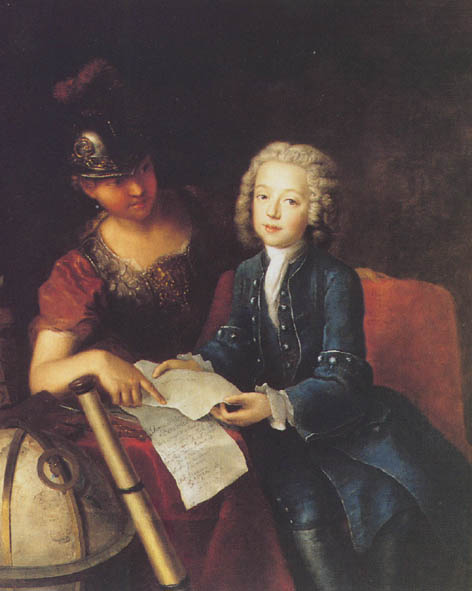
Portrait de Jean-Philippe Baratier, par Antoine Pesne.
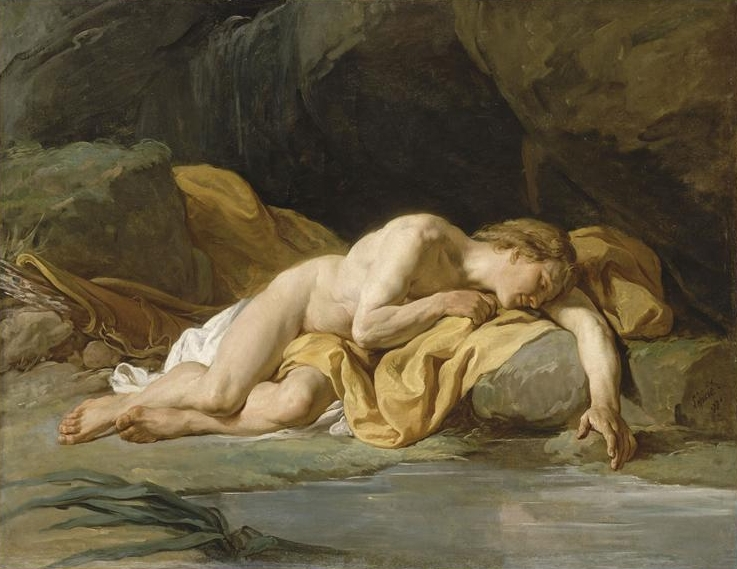
Narcisse, par Nicolas-Bernard Lépicié.
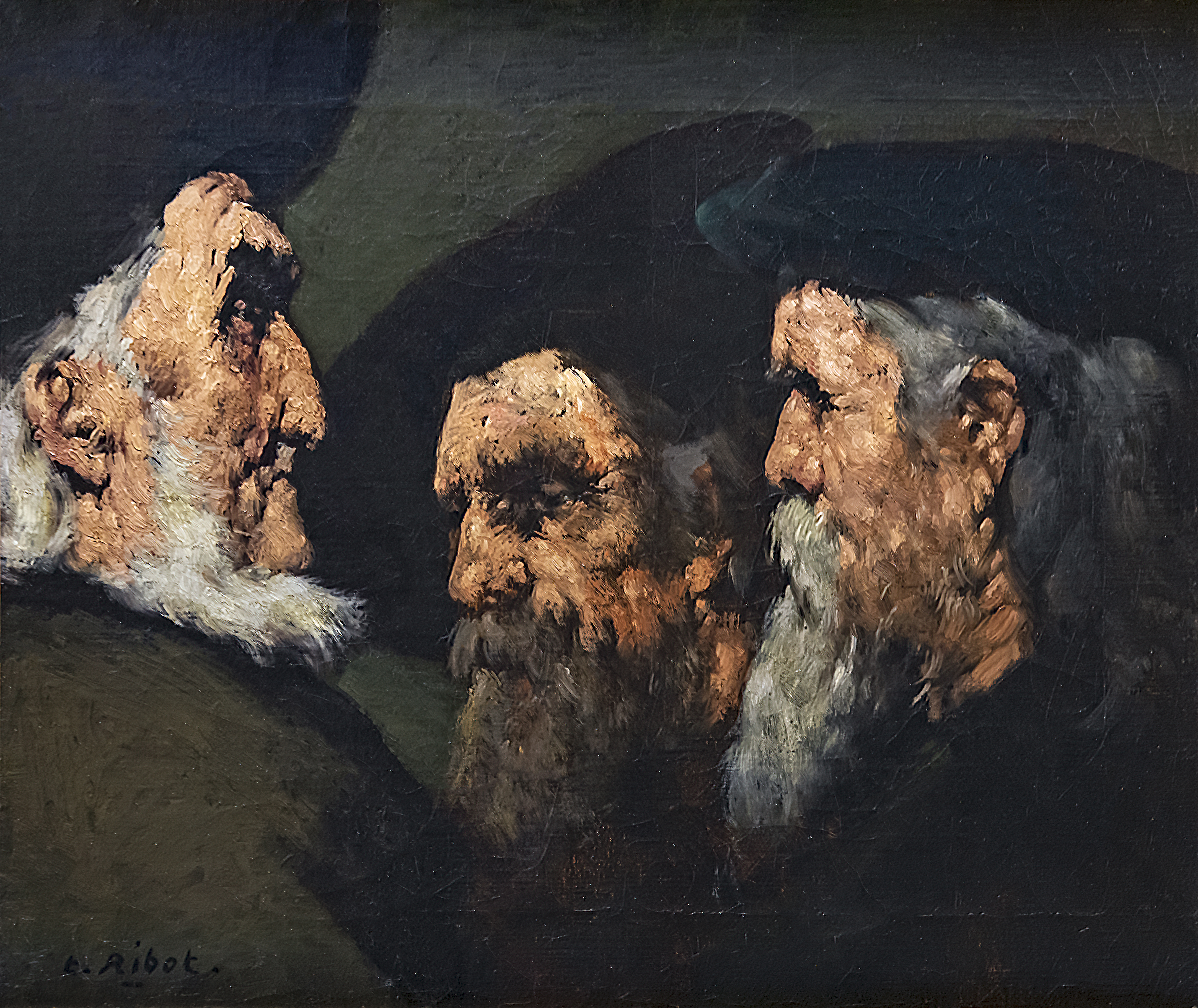
Théodule Ribot Trois vieux juifs[3] .
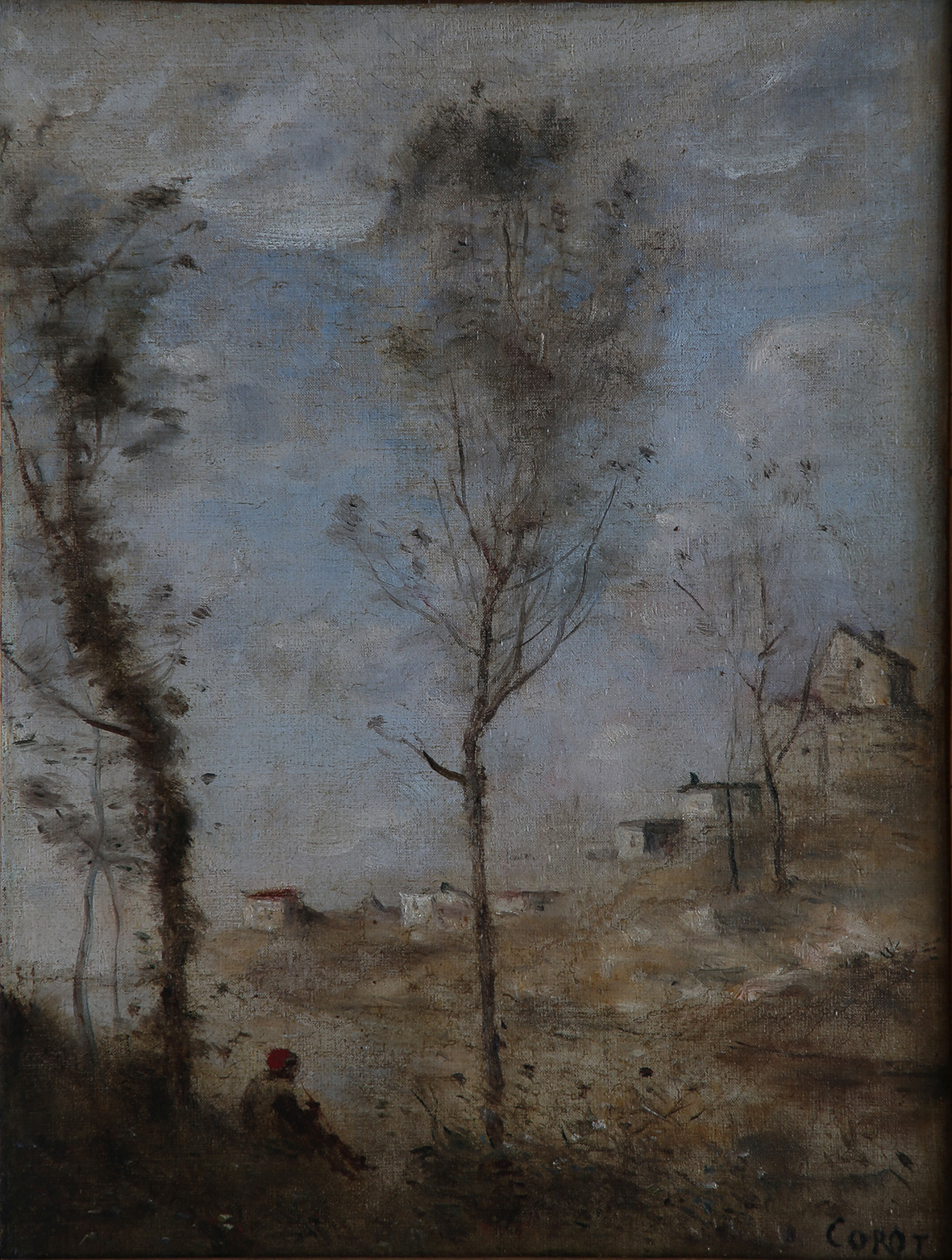
Paysage avec un joueur de pipeau, par Jean-Baptiste Camille Corot
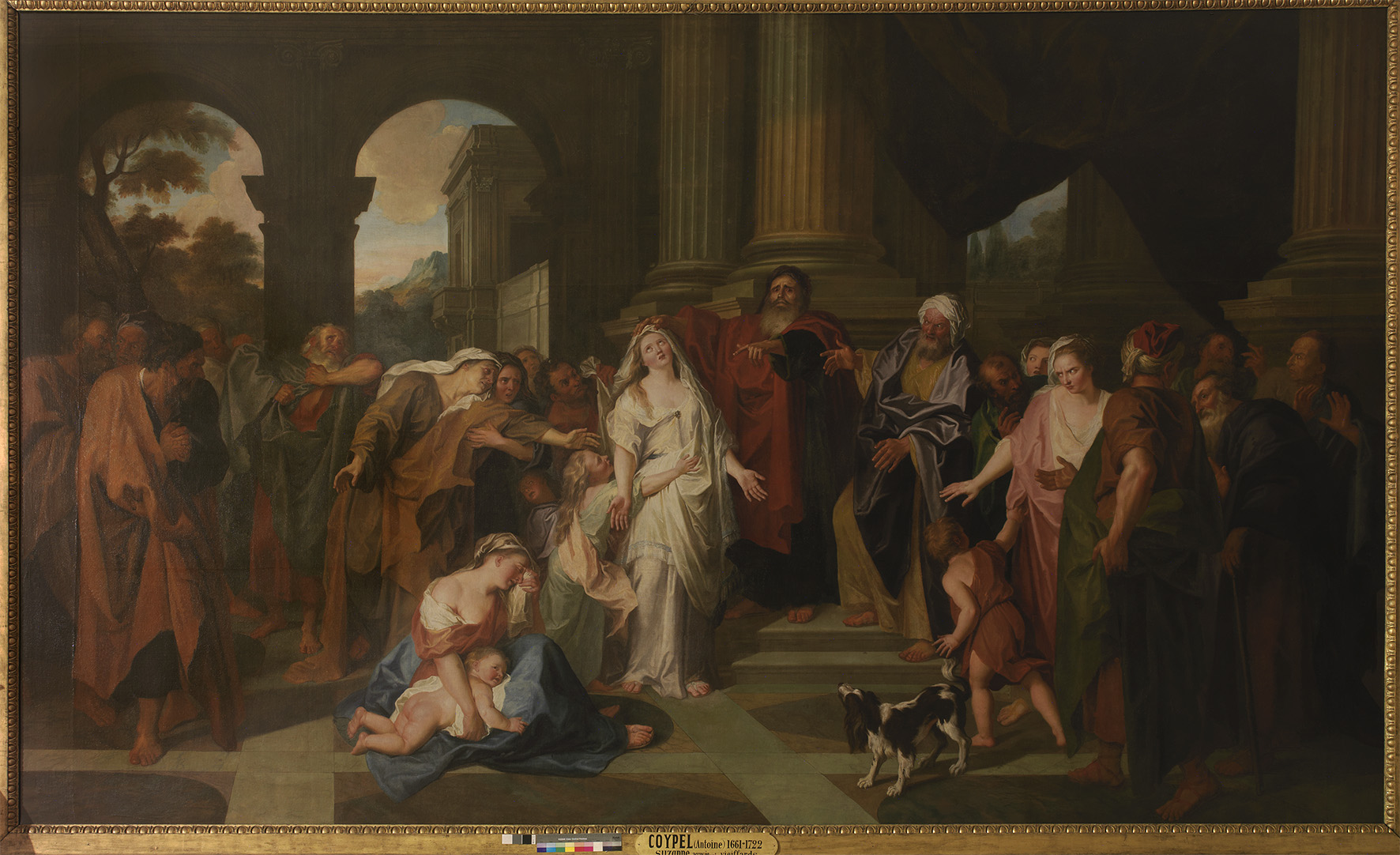
Suzanne accusée par les vieillards, par Antoine Coypel
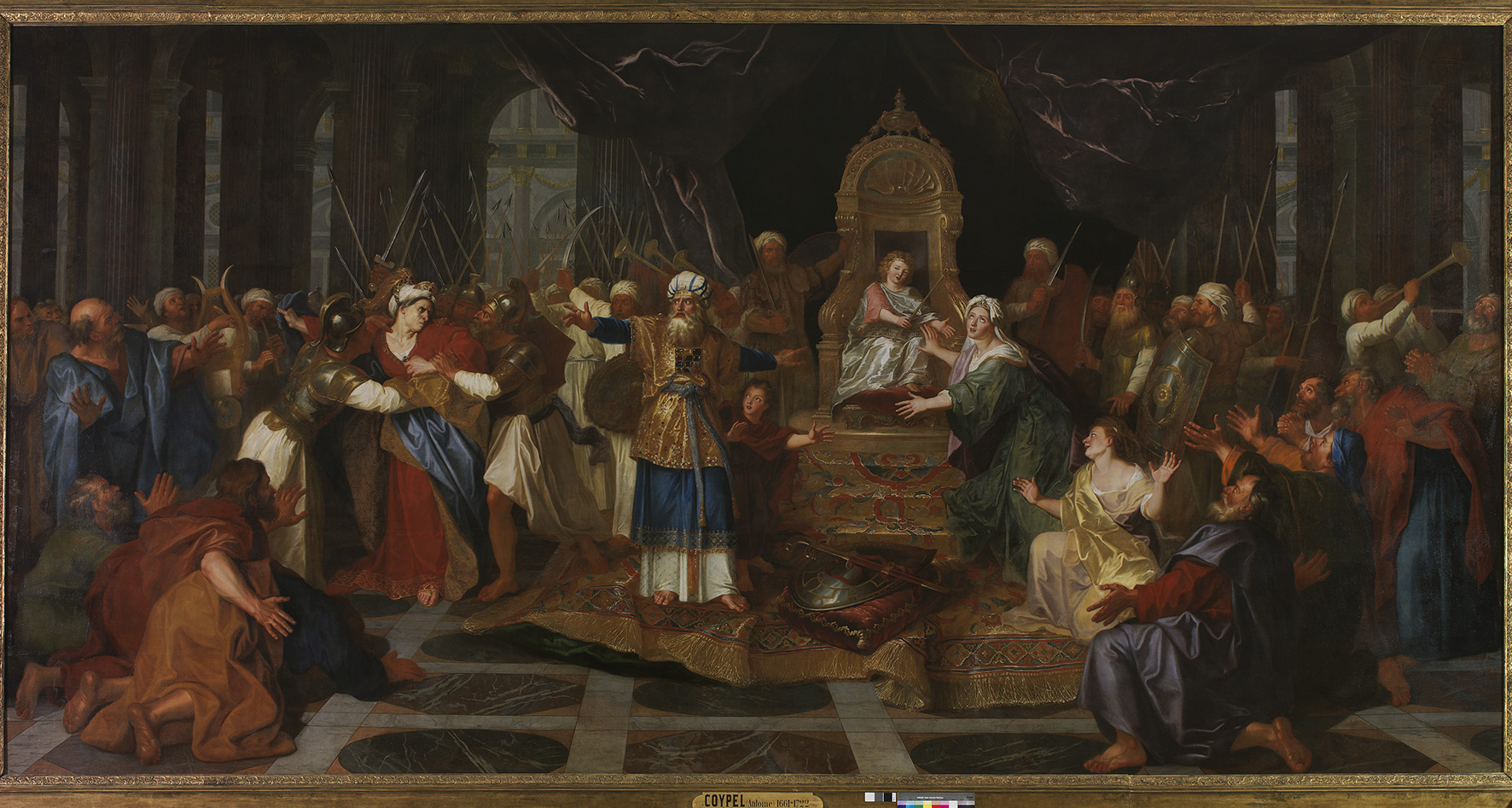
Athalie chassée du temple, par Antoine Coypel
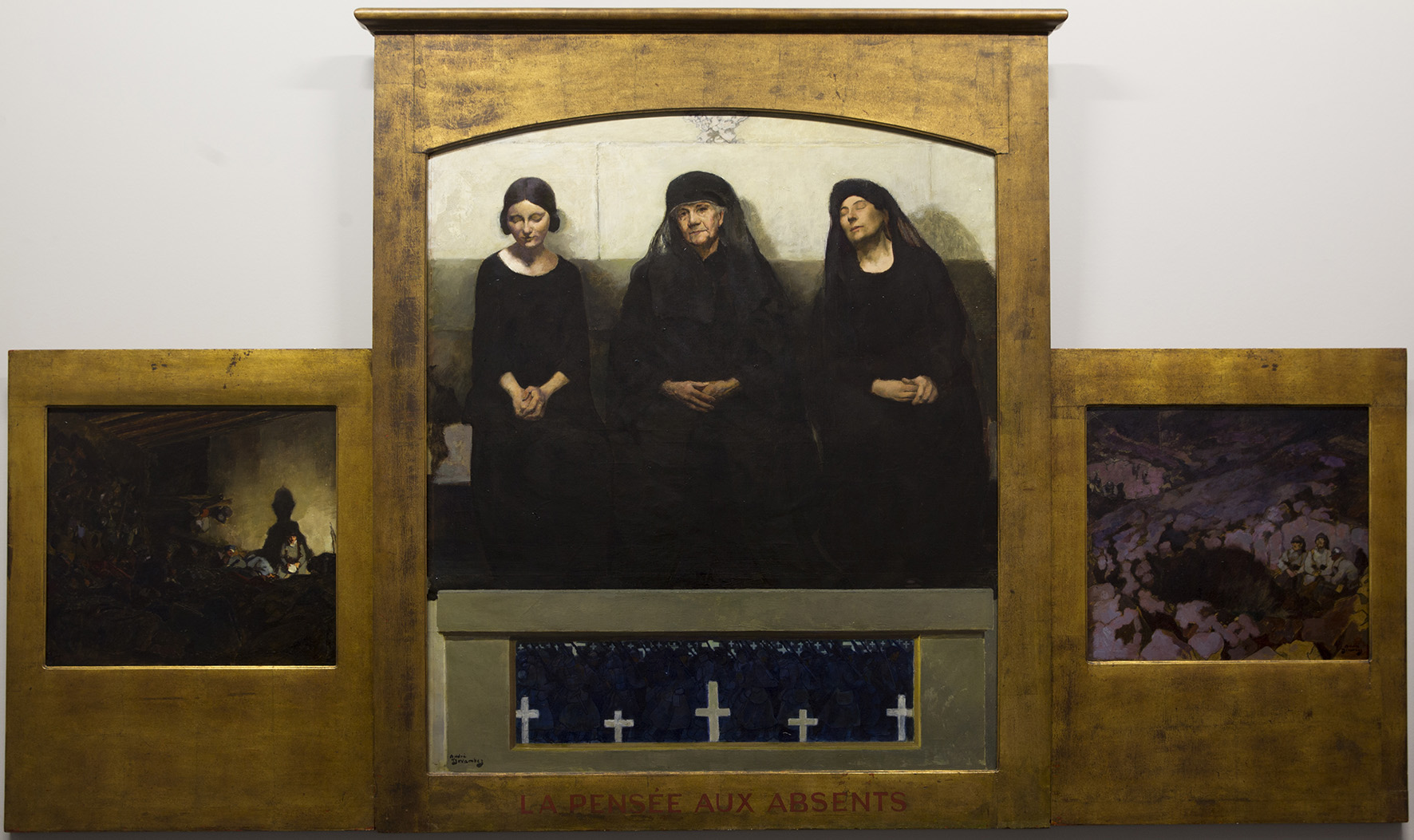
La Pensée aux absents, par André Devambez
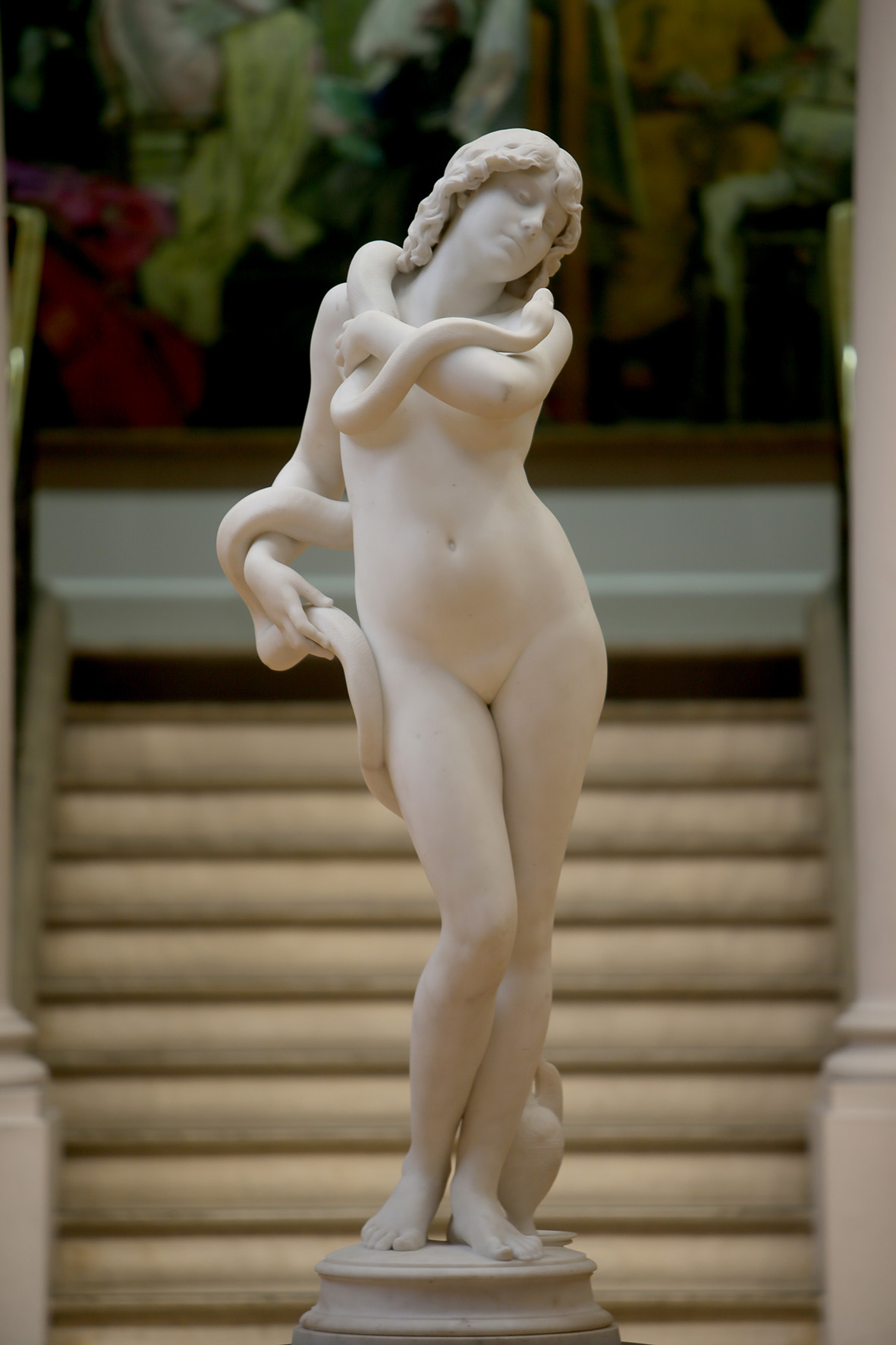
Salammbô, par Jean-Antoine Idrac
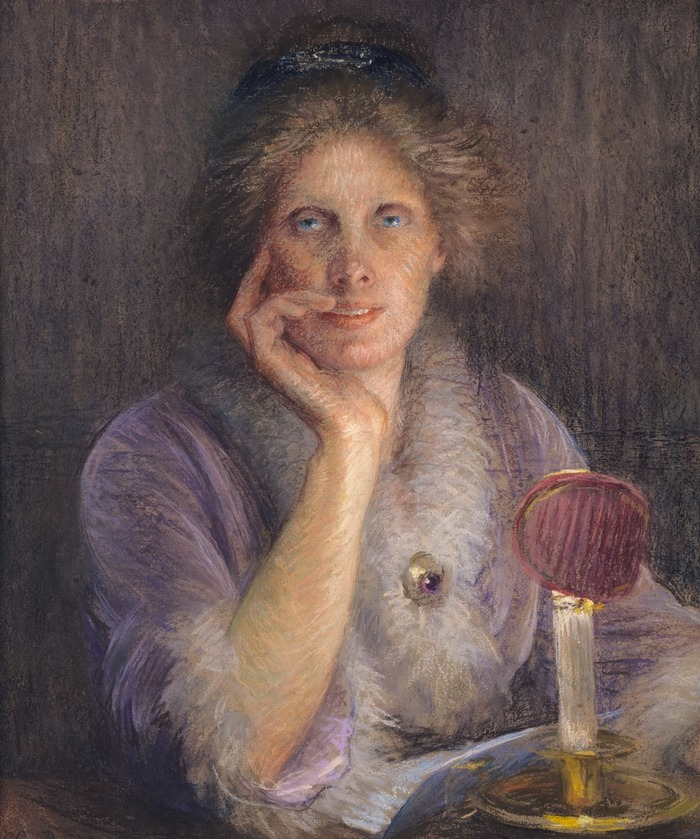
Sous la lampe, portrait de Madeleine Zillhardt par Louise Catherine Breslau.

### Autres peintures exposées
- Henri Martin, Les Dévideuses
- Antonio Zanchi, La Mort de Lucrèce

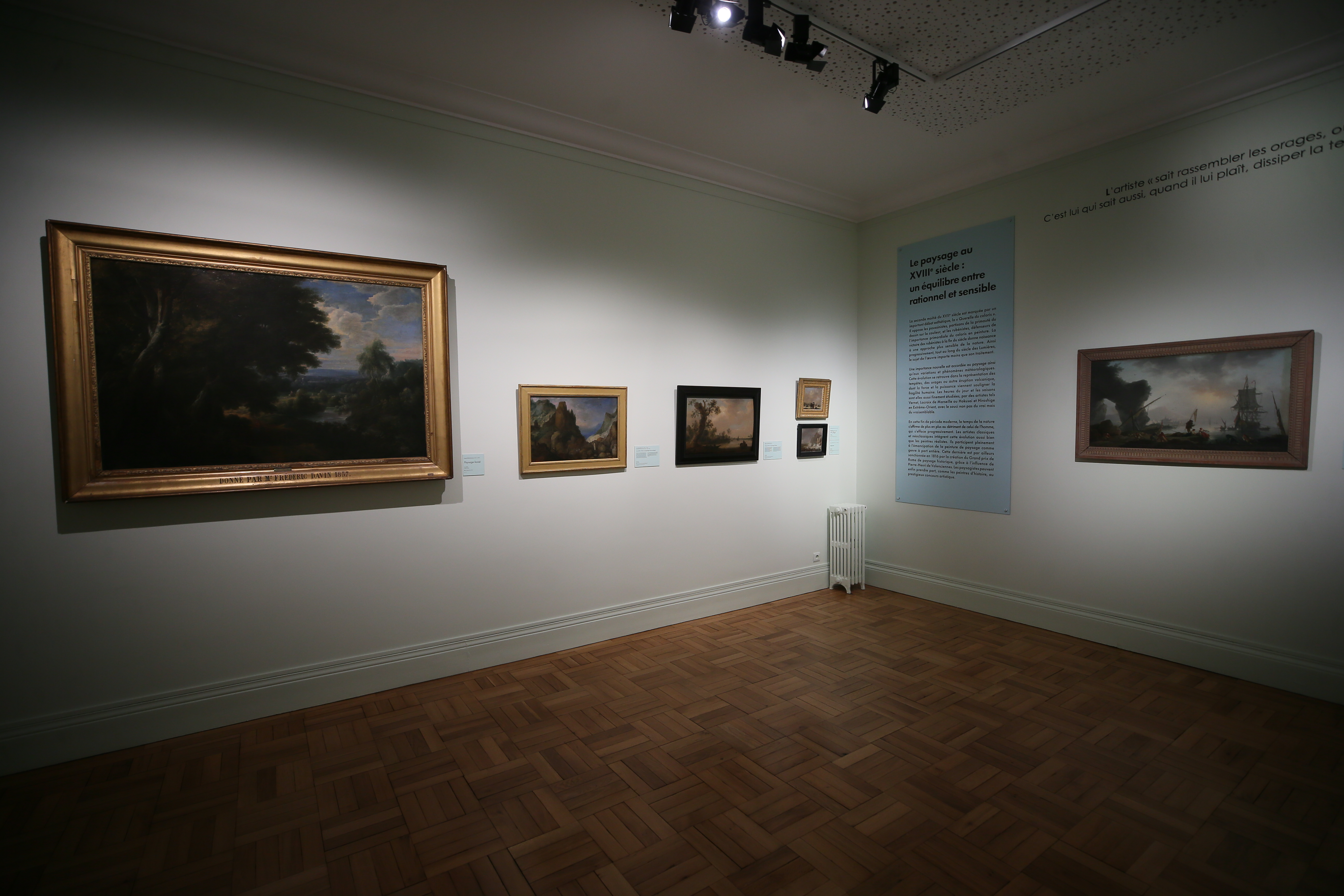
L'intérieur du musée.

- Gaspard de Crayer, Le Christ en croix en présence de saint François et de sainte Marie-Madeleine
- Johann Heinrich Roos, Animaux au repos dans un paysage en ruines
- Louis Tocqué, Portrait de Suzanne Crommelin
- Jean-François de Troy, L'Enlèvement des Sabines, Coriolan devant Rome
- Michel-François Dandré-Bardon, La Saignée
- Lucien Simon, L'Atelier
- Lucien Jonas[Note 2], Portrait de Léon Delvigne

### Sculpteurs
- Marcel Gaumont
- Georges Chauvel
- Jean-Antoine-Marie Idrac
- Alfred Janniot

### Dessinateurs
- Clément-Pierre Marillier